# 峡山生态经济开发区

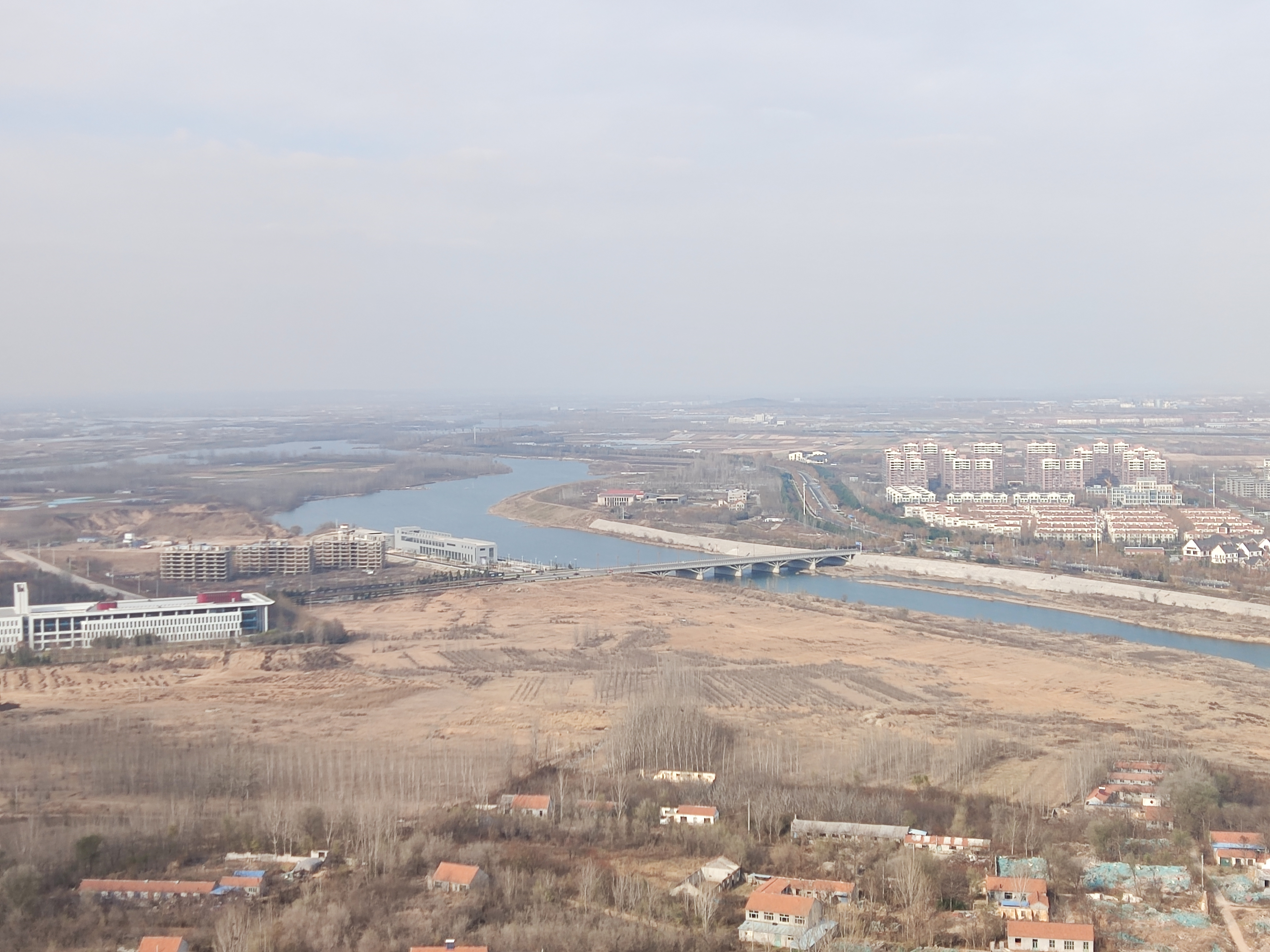
峡山区天际线

峡山生态经济开发区，简称峡山区，是一个位于山东省潍坊市坊子区境内的县级行政管理区。2008年1月1日正式成立。
峡山区面积491平方公里，代管王家庄街道、太保庄街道两个街道办事处，共辖行政村277个。开发区驻地位于太保庄街道。山东第一大水库峡山水库位于峡山区。